# Philipp von Zesen
Philipp von Zesen (født 8. oktober 1619 i Priorau ved Dessau, død 13. november 1689 i Hamburg) var en tysk digter.
Von Zesen studerede poesi og litteratur i Wittenberg og Leipzig, foretog rejser til Frankrig og Holland og grundede 1643 i Hamburg Teutschgesinnte Genossenschaft, hvis formand han var.
Også af Die fruchtbringende Gesellschaft blev han medlem. Kejseren adlede ham, og hertugen af Sachsen udnævnte ham til rådsherre. Von Zesen, der levede i vanskelige forhold, førte i længere tid et meget omflakkende liv i ind- og udland, men tilbragte sine sidste år på ny i Hamburg.
Han var, som modersmålets tilhænger, en ivrig purist, som digter skrev han den første egentlige tyske familieroman: Die Adriatische Rosemund (1645), der efterfulgtes af andre romaner som Assenat, der behandlede "Josefs hellige Stats-Kærligheds og Livshistorie" og Samson, en "Helte- og Kærlighedshistorie".
Desuden har von Zesen udgivet et par ordrige digtsamlinger samt Hochdeutscher Helikon oder Grundrichtige Anleitung zur hochdeutscher Dicht- und Reimenkunst (1640) og oversættelser fra fransk.